# Russia (Ohio)
Russia es una villa ubicada en el condado de Shelby en el estado estadounidense de Ohio. En el Censo de 2010 tenía una población de 640 habitantes y una densidad poblacional de 313,98 personas por km².

## Geografía
Russia se encuentra ubicada en las coordenadas 40°13′50″N 84°24′29″O / 40.23056, -84.40806. Según la Oficina del Censo de los Estados Unidos, Russia tiene una superficie total de 2.04 km², de la cual 2.02 km² corresponden a tierra firme y (1.02%) 0.02 km² es agua.

## Demografía
Según el censo de 2010, había 640 personas residiendo en Russia. La densidad de población era de 313,98 hab./km². De los 640 habitantes, Russia estaba compuesto por el 99.22% blancos, el 0% eran afroamericanos, el 0% eran amerindios, el 0% eran asiáticos, el 0% eran isleños del Pacífico, el 0% eran de otras razas y el 0.78% pertenecían a dos o más razas. Del total de la población el 0.16% eran hispanos o latinos de cualquier raza.